# ウィリアム・ジョージ・アストン
ウィリアム・ジョージ・アストン（英: William George Aston、1841年4月9日 – 1911年11月22日）は、英国の外交官、日本学者で朝鮮語の研究者でもある。アストンは、19世紀当時、始まったばかりの日本語および日本の歴史の研究に大きな貢献をした。アーネスト・サトウ、バジル・ホール・チェンバレンと並び、初期の著名な日本研究者である。フリーメイソン。

## 経歴

### 成人まで
アストンは、1841年4月9日にアイルランドのロンドンデリーの近郊で生まれた。1859年から63年までクイーンズ大学ベルファスト校で学び、頭角を現した。大学ではラテン語、ギリシャ語、フランス語、ドイツ語の文献学、および現代史を学んだ。教授の一人はジェームズ・マコッシュ（James McCosh）であった。

### 日本
1864年（元治元年）英国公使館勤務日本語通訳生として来日。1869年に英国長崎領事館勤務から兵庫・大阪勤務へ異動し、2か月ほどで東京に転任する。2年先に来日していた2歳年下のアーネスト・サトウと共に、日本語の動詞の理論を研究した。この難解な研究は、西欧の学者による日本語研究の基礎となるものであった。この結果を基に1869年と1871年には日本語文法書を出版している。1870年の賜暇休暇の際には藤田隆三郎を伴ってアイルランドに帰国し、新婚の妻ジャネット（1854-1908）とともに藤田を世話した。
1884年には領事試験に合格した。江戸・東京および横浜の公使館に勤務していたサトウとは異なり、アストンは神戸および長崎の領事を務めた。1886年（明治19年）には通訳としての最高位である日本語書記官に就任した。
日本アジア協会会報の執筆者の一人で、1896年『日本書紀』を英訳、1899年『日本文学史』、1905年『神道』を執筆した。

### 朝鮮
アストンは日本滞在中に朝鮮語通訳から朝鮮語を習っていた、1879年にはロンドンの王立アジア協会で「日本語と朝鮮語の比較研究」と題する長文の論文を発表している。神戸の領事館に勤務中の1880年11月頃、日本に密航しサトウを訪問した李東仁（イ・ドンイン）から卓挺埴（タク・ジョンシク）を紹介され、2ヶ月ほど朝鮮語を学んだ。その後も、アストンを訪れる朝鮮人は多かった。1882年6月6日に朝鮮と英国の間に最初の条約であるウイルズ条約が結ばれた。アストンは到着が遅れこの条約の交渉には参加しなかったが、そのまま仁川に残った。結局、ウイルズ条約は内容が不十分として英国で批准されず、翌1883年11月26日、駐清公使に転じたハリー・パークスによって調印されたパークス条約が両国間で締結された最初の条約となった。このとき、アストンはパークスの補佐を務めた。この条約に基づき、1884年にアストンは朝鮮駐在の最初のヨーロッパ人外交官（領事）となったが、政治状況が不安定となったため、1885年に朝鮮を離れた。しかし、1885年から1887年にかけて、東京でKim Chae-gukを教師として朝鮮語を学び続けた。キムはアストンの勉強のために、いくつもの物語を語った。アストンはこの朝鮮民話の原稿をサンクトペテルブルクのクンストカメラ博物館に寄贈し、2004年に出版された。アストンのコレクションは現在はロシア科学アカデミーに保管されている。

### 晩年
1889年に病気のため外交官を辞職、イングランドに落ち着いた。1911年11月22日に死亡。晩年、サトウが収集した日本語文献を譲ってもらっていたが、自身が収集した分と合わせ、1万冊もの日本語文献を所有していた。この蔵書は彼の死後1912年にケンブリッジ大学図書館が購入し、これが同図書館の日本語コレクションの基礎となった。

## 著書
- 文法書
  - A grammar of the Japanese spoken language. (簡約日本口語文典）1869、リンク先は1888年の第4版、WEB閲覧可能
  - A grammar of the Japanese written language. （日本文語文典）1871、リンク先は1904年の第3版、WEB閲覧可能
- 日本語からの翻訳
  - Nihongi:Chronicles of Japan from the Earliest Times to A.D. 697, London:Kegan Paul 1896. （ペーパーバック：Tuttle Publishing;Tra edition (July 15, 2005) ISBN 978-0804836746）
- 研究書
  - A history of Japanese literature. 1899.（ペーパーバック：Publisher:Simon Publications (August 2001) ISBN 978-1931313940）
  - Hideyoshi's invasion of Korea. Ryubun-kwan, 1907.
  - Shinto:the Way of the Gods, London:Longmans Green and Co. 1905.（ペーパーバック：Kessinger Publishing, LLC (September 20, 2004) ISBN 978-1417948727）
  - Shinto:The Ancient Religion Of Japan（ペーパーバック：Kessinger Publishing, LLC (July 9, 2006) ISBN 978-1428646667）
  - Shinto, Transaction and Proceedings of the Japan Society, London, 1908

## 日本語訳
- 増田藤之助訳 豊太閤征韓史 隆文館 1907（英文独修叢書）。NDLJP:993642
- 日本文学史
  - 芝野六助訳補 大日本図書 1908
  - 川村ハツエ訳 七月堂 1985
- Shinto:the Way of the Godsの訳
  - 日本神道論 補永茂助、芝野六助共訳 明治書院 1922
  - 神道 安田一郎訳 青土社 1988.1、新版2001.9
- Shinto:The Ancient Religion Of Japanの訳
  - 神道 日本の古代宗教 白石喜之助、山本節共訳 新生堂 1930
- Shinto, 1908の訳
  - 片山博 アストンの「神道」著作に関する予備的研究、融合文化研究、第4号、2004年12月

### 伝記
- 楠家重敏 『W・G・アストン 日本と朝鮮を結ぶ学者外交官』 東西交流叢書11・雄松堂書店、2005年